# Graptopetalum rusbyi
Graptopetalum rusbyi är en fetbladsväxtart som först beskrevs av Edward Lee Greene, och fick sitt nu gällande namn av Joseph Nelson Rose. Graptopetalum rusbyi ingår i släktet Graptopetalum och familjen fetbladsväxter. Inga underarter finns listade i Catalogue of Life.